# Anagennisi Karditsa
Maillots
Le PAE Anagennisi Karditsas 1904 (en grec moderne : ΠΑΕ Αναγέννηση Καρδίτσας 1904), plus couramment abrégé en Anagennisi Karditsa, est un club grec de football fondé en 1904 et basé dans la ville de Karditsa.
Le club participe actuellement à la deuxième division, la Beta Ethniki.

## Histoire
Le club est fondé en 1904 dans le sud-ouest de la région de Thessalie, dans la ville de Karditsa. C'est la section football du club omnisports ASA (grec moderne : Αθλητικός Σύλλογος Αναγέννησης - Athlitikos Syllogos Anagennisis), l' Association Athlétique Anagennisi. Le nom du club vient du mot grec pour Renaissance.
Quand la Ligue de football grecque est passée professionnelle en 1979, le département football de l'ASA est reformé en tant que Société Anonyme Sportive, en grec PAE (grec moderne : ΠΑΕ - Ποδοσφαιρική Ανώνυμη Εταιρία / Podosferiki Anonymi Eteria) et a continué à concourir en tant que PAE Anagennisi Karditsas (FC Anagennisi Karditsa).
Passant la plupart de son existence dans les bas-fonds des compétitions nationales, le club a pourtant connu un tournant en 2006, avec l'arrivée comme manager de l'ancien joueur de l'AEK Athènes, Vaios Karagiannis. Les jeunes joueurs du club ont progressé de manière rapide et un partenariat a été signé avec le club de première division de l'AEK Athènes.
Ces progrès sur le terrain ont débouché sur une promotion en deuxième division, la Beta Ethniki à la fin de la saison 2008/2009, après 8 saisons consécutives en Gamma Ethniki (Groupe Nord).

## Personnalités du club

### Présidents du club
- Sotiris Antoniou
- Klaus-Dieter Müller
- Dimitris Papadimitriou

### Entraîneurs du club
| - Andreas Stamatiadis (1973 - 1974) - Georgios Paraschos (1993) - Georgios Paraschos (1994 - 1995) - Sakis Tsiolis (1996 - 1997) - Christos Terzanidis (1997 - 1998) - Timo Zahnleiter (1998 - 1999) - Makis Avramopoulos (1999) - Vasilis Papachristou (1999) - Timo Zahnleiter (1999) - Panagiotis Boutas (1999 - 2000) - Sakis Tsiolis (2000) - Panagiotis Boutas (2000) - Fotis Kontokostas (2000) | - Giannis Gabetas (2000) - Alexandros Alexiou (2000 - 2001) - Makis Avramopoulos (2001) - Giannis Pontikas - Giannis Papagiannis (2004) - Dimitrios Koutsonasios (2004 - 2005) - Dionysis Beslikas (2005 - 2006) - Nikos Argyroulis (2006) - Vaios Karagiannis (2006 - 2008) - Konstantinos Siakaras (2008) - Dušan Mitošević (2008 - 2009) - Tzo Palatsidis (2010) - Nikos Kehagias (2010) | - Périclès Amanatidis (2010) - Joe Palatsides (2010) - Nikos Kehagias (2010) - Konstantinos Papadakos (2010) - Vaios Karagiannis (2010 - 2011) - Vasilis Papachristou (2011) - Vaios Karagiannis (2011) - Sakis Theodosiadis (2012 - 2016) - Giannis Maggos (2016 - 2017) - Georgios Vazakas (2017 - 2018) - Michalis Ziogas (2018) - Zoran Babović (2018) - Georgios Vazakas (2019 - ) |